# Carlos Moorhead
Carlos John Moorhead (Long Beach, 6 maggio 1922 – La Cañada Flintridge, 23 novembre 2011) è stato un politico statunitense, membro della Camera dei Rappresentanti per lo stato della California dal 1973 al 1997.

## Biografia
Nato a Long Beach, figlio di un carpentiere, Moorhead studiò presso l'Università della California - Los Angeles e successivamente conseguì la laurea in giurisprudenza presso la University of Southern California. Prestò servizio militare nell'esercito, congedandosi nel 1945 col grado di tenente colonnello.
Abilitato come avvocato, lavorò nel settore privato per diversi anni e fu ammesso a patrocinare presso la Corte Suprema nel 1973.
Entrato in politica con il Partito Repubblicano, nel 1966 vinse un seggio all'interno dell'Assemblea dello Stato della California, dove restò per i successivi sei anni.
Nel 1972 si candidò per un seggio alla Camera dei Rappresentanti e risultò eletto deputato. Restò in carica per i successivi ventiquattro anni. Nel corso del suo primo mandato al Congresso sostenne l'allora Presidente Richard Nixon, oggetto della procedura di impeachment in seguito allo scandalo Watergate; Moorhead fu tra i dieci repubblicani a votare contro tutti e tre i capi d'accusa nei confronti di Nixon e venne ringraziato personalmente dal Presidente per "avermi esortato a non dimettermi dalla presidenza".
Pur avendo uno standard di voto tendenzialmente conservatore, soprattutto sui temi fiscali, a Moorhead fu riconosciuta la capacità di lavorare in sinergia anche con i colleghi democratici. Fu inoltre tra i fondatori del California Institute for Federal Policy Research, un'associazione volta ad incoraggiare la collaborazione bipartisan.
Nel 1996 annunciò la propria volontà di non ricandidarsi per un altro mandato e lasciò la politica attiva, ritirandosi a vita privata. Morì nel 2011 all'età di ottantanove anni, in una struttura sanitaria residenziale dov'era ricoverato per le conseguenze della malattia di Alzheimer che lo aveva colpito.